# POPMAN'S WORLD -Second-
『POPMAN’S WORLD -Second-』（ポップマンズワールド セカンド）は、スキマスイッチの5枚目のベストアルバム。

## 解説
- ライブアルバム『スキマスイッチ TOUR 2022 “café au lait”』から約5か月ぶりのリリース。ベストアルバムとしては『POPMAN'S ANOTHER WORLD」から約7年3か月ぶりのリリースとなる。
- デビュー20周年を記念したアニヴァーサリー・ベストアルバム[1]。
- Disc1は過去10年間のシングル曲を中心にセレクト。Disc2・Disc3は大橋卓弥・常田真太郎それぞれが選ぶオールタイム・ベストアルバムで構成された3枚組全45曲という内容[1]。
- 通常盤・初回生産限定盤・DELUXE盤（ファンクラブ限定）の3種同時発売[1]。ベストアルバムでファンクラブ限定盤をリリースするのは、スキマスイッチとしては初めて。
- DELUXE盤は、スペシャル・パッケージ仕様[1]。
- マスタリングはロンドンで行われた[2]。

## 収録内容

### 通常盤・初回限定盤・DELUXE盤共通
- 全作詞・作曲：スキマスイッチ

#### CD/Disc1「BEST selection -2013～2023-」
1. 藍 ～僕たちの色彩～
  - 新録
  - 3rdアルバム『夕風ブレンド』に収録されている「藍」のリアレンジバージョン。
  - 本作への収録に際し、亀田誠治をプロデューサーに迎え新たにレコーディングされたもの[3]。
  - MVはロンドンのAsylum Chapelで撮影された[4]。また、本作の発売から2か月後、360 Reality Audio版も公開された[5]。
  - 本作の発売に先立ち、各ダウンロードサイトやストリーミングサイトにて先行配信された[6]。
2. Ah Yeah!!
  - 初出：20thシングル（2014年7月23日）
  - MBS・TBS系アニメ『ハイキュー!!』オープニングテーマ
  - TOHO animation配給映画 劇場版総集編 後編『ハイキュー!!勝者と敗者』テーマソング
3. パラボラヴァ
  - 初出：21stシングル（2014年11月19日）
  - ヨコハマタイヤ『iceGUARD 5（アイスガード ファイブ）』CMソング
  - 仙台放送『あらあらかしこ』2014年11月度エンディングテーマ
  - 日本コープ共済生活協同組合連合会「わたしと、コープ共済。篇」CMソング[7]
4. 星のうつわ
  - 初出：22ndシングル（2014年12月3日）
  - 全国東宝系映画『THE LAST -NARUTO THE MOVIE-』主題歌[8]
5. LINE
  - 初出：23rdシングル（2015年11月11日）
  - テレビ東京系アニメ『NARUTO -ナルト- 疾風伝』オープニングテーマ
6. ハナツ
  - 初出：23rdシングル「LINE」（2015年11月11日）
  - 「第95回全国高等学校ラグビーフットボール大会」大会テーマソング
  - 「第97回全国高等学校ラグビーフットボール大会」大会テーマソング
  - 「第98回全国高等学校ラグビーフットボール大会」大会テーマソング
  - 「第99回全国高校ラグビー大会」大会テーマソング
  - 「第100回全国高校ラグビー大会」大会テーマソング[9]
7. 奏（かなで） re:produced by スキマスイッチ
  - 初出：セルフカバー・アルバム『re:Action』（2017年2月15日）
  - 2ndシングル「奏（かなで）」のリアレンジバージョン。
8. ミスターカイト
  - 初出：25thシングル「ミスターカイト/リチェルカ」（2017年9月13日）
  - 大成建設「シンガポール篇」CMソング
9. リチェルカ
  - 初出：25thシングル「ミスターカイト/リチェルカ」（2017年9月13日）
  - テレビ東京系テレビドラマ『警視庁ゼロ係〜生活安全課なんでも相談室〜SECOND SEASON』主題歌[10]
10. 未来花
  - 初出：7thアルバム『新空間アルゴリズム』（2018年3月14日）
  - ジョンソン・エンド・ジョンソン「アキュビュー 春は夕暮れ編」CMソング[11]
  - ジョンソン・エンド・ジョンソン「アキュビュー 私らしく篇」CMソング
11. Revival
  - 初出：7thアルバム『新空間アルゴリズム』（2018年3月14日）
  - テレビ朝日土曜ナイトドラマ『おっさんずラブ』主題歌[12]。
  - 全国東宝系映画『劇場版 おっさんずラブ 〜LOVE or DEAD〜』主題歌[13]。
12. 青春
  - 初出：配信シングル（2019年3月28日）
  - ジョンソン・エンド・ジョンソンアキュビュー2019キャンペーンソング[14]
13. up!!!!!!
  - 初出：配信シングル（2022年7月9日）
  - BOAT RACE振興会「アイ アム ア ボートレ―サー」シリーズCMソング[15]
14. ボクノート ～for 20th Anniversary with Orchestra～
  - 新録
  - 7thシングル「ボクノート」のリアレンジバージョン。
  - 本作への収録に際し、50人編成のオーケストラでリアレンジし新たにレコーディングされたもの[16]。
  - MVはレコーディングの様子を撮影したもの[17]。通常版と360 Reality Audio版の2パターンを公開している[18]。
15. アニバースデー
  - 新録
  - NHK『みんなのうた』2023年6月 - 7月オンエア楽曲[19]
  - 誕生日をテーマにした楽曲[20]。
  - みんなのうた内での映像はオタミラムズが担当。映像の最後ではスキマスイッチの二人も描かれている[20]。

#### CD/Disc2「TKY selection」
1. 吠えろ!
  - 初出：配信シングル（2021年4月14日）
  - テレビ朝日系『アニマルエレジー』テーマソング[21]
  - 選曲理由は「題材となるオマージュをすごく良く表現できた楽曲」だったから[22]。
2. アーセンの憂鬱
  - 初出：3rdアルバム『夕風ブレンド』（2006年11月29日）
  - 本ディスクにおける「ファンキーセクションの曲」として選曲された[22]。
3. 雫
  - 初出：11thシングル「虹のレシピ」（2009年5月20日）
  - NHK教育テレビ アニメ『獣の奏者 エリン』オープニングテーマ
  - 選曲理由は「（本ディスクのバランス的に）ハチロクの曲を入れたかった」から[23]。
4. 僕と傘と日曜日
  - 初出：6thアルバム『スキマスイッチ』（2014年12月3日）
  - 「出来が良い」「本当に作って良かった曲」として選曲された[23]。
5. さみしくとも明日を待つ
  - 初出：5thシングル「全力少年」（2005年4月20日）
  - 「（ライブで必ず1曲は演奏する）カオス状態を生み出す要の曲」の中で、制作時の思い入れが一番強いとして、選曲された[23]。
6. ミスランドリー
  - 初出：7thアルバム『新空間アルゴリズム』（2018年3月14日）
  - フランソアCMソング[24]
  - スキマスイッチのオリジナルアルバムに必ず入るカントリー調の曲の中で比較的新しいものとして選曲された[22]。
7. ソングライアー
  - 初出：5thアルバム『musium』（2011年10月5日）
  - 「出来上がった時に手応えがあった曲」「アルバム内のロック部門」として選曲された[22]。
8. されど愛しき人生
  - 初出：8thアルバム『Hot Milk』（2021年11月24日）
  - テレビ東京系ドラマ25『鉄オタ道子、2万キロ』エンディングテーマ[25]
  - 選曲理由について大橋は「スタッフ含めみんなで作った曲だから20周年のベストには入れたい」と語っている[26]。
9. 東京
  - 初出：26thシングル「青春」（2019年7月3日）
  - テレビ東京「東京交差点」オープニングテーマ[27]
10. あけたら
  - 初出：コンセプトアルバム『スキマノハナタバ 〜Smile Song Selection〜』（2020年8月19日）
  - 「20年の歴史の中では非常に大きな曲」として選曲された[26]。
11. 飲みに来ないか
  - 初出：2ndアルバム『空創クリップ』（2005年7月20日）
  - タカラCanチューハイ果実きわだつチューハイTV-CMソング
  - 選曲にあたって大橋は「（『空創クリップ』に）このテイストの楽曲を入れているのが僕っぽい」と語っている[26]。
12. 全力少年 produced by 奥田民生
  - 初出：24thシングル（2016年11月30日）
  - テレビアニメ『ALL OUT!!』エンディングテーマ[28]
  - MBS『KOBELCOスポーツスペシャル 全国高校ラグビー大会ハイライト』オープニングテーマ
  - 5thシングル「全力少年」のリアレンジバージョン。
  - 「奥田民生にプロデュースしてもらうという夢がかなった」20年の活動の中で象徴的な楽曲として選曲している[22]。
13. 双星プロローグ
  - 初出：4thアルバム『ナユタとフカシギ』（2009年11月4日）
  - 選曲理由は「（ソロ活動明けで）二人で作り上げた感が強い」楽曲だから[23]。
14. SINK
  - 初出：9thアルバム『Bitter Coffee』（2021年11月24日）
  - 選曲に際して大橋は「最近の楽曲の中でも非常に良く出来た印象がある」と語っている[26]。
15. ラストシーン
  - 初出：16thシングル（2012年6月27日）
  - 東映配給映画『臨場 劇場版』イメージソング
  - 選曲理由について大橋は「歌詞の叩き台を自分が作ったため思い入れが強い」と明かしている[23]。

#### CD/Disc3「SNT selection」
1. OverDriver
  - 初出：8thアルバム『Hot Milk』（2021年11月24日）
  - 船橋競馬場「2023年度船橋ケイバ　コンセプトムービー」テーマソング[29]
  - 選曲理由は「マニアックなことが出来た」「今後やっていきたい曲」ということで「是非聴いて欲しい」から[23]。
2. トラベラーズ・ハイ
  - 初出：18thシングル「スカーレット」（2013年6月19日）
  - 『TOUR 2012-2013 "DOUBLES ALL JAPAN"』テーマソング
  - 松山発オリジナルアニメーション『マッツとヤンマとモブリさん』エンディングテーマ
  - 「本州四国連絡高速道路」CMソング
  - 『TOUR 2012-2013“DOUBLES ALL JAPAN”』の思い出として選曲された[22]。
3. 夏のコスモナウト
  - 初出：20thシングル「Ah Yeah!!」（2014年7月23日）
  - 2014年全国高等学校総合体育大会公式応援ソング
  - 読売新聞「インターハイ 自称、次期日本代表編」CMソング
  - 読売新聞「インターハイ2015 待ってろ、世界編」CMソング
  - 第30回記念 北海道マラソン2016 オフィシャルソング。
  - 選曲理由は「（バランスや歌詞の展開など）凄く良く出来た」から。大橋も「むっちゃ歌が唄えてる」として選曲の候補に挙げていた[23]。
4. 石コロDays
  - 初出：配信シングル（2011年8月13日）
  - NHK Eテレ『中学生日記』主題歌
  - 制作にあたって行った中学生への取材が印象的であったことから選曲された[23]。
5. view〜オーヴァードライヴMIX〜
  - 初出：ミニアルバム『君の話』（2003年9月17日）
  - 1stシングル「view」のリアレンジバージョン。
  - 記念すべきデビューシングルとして選曲された[26]。
6. スモーキンレイニーブルー
  - 初出：5thアルバム『musium』（2011年10月5日）
  - 常田は「絶対ベストアルバムに入らない曲」とした上で「知って欲しい曲」として選曲している[22]。
7. ゲノム
  - 初出：6thアルバム『スキマスイッチ』（2014年12月3日）
  - YASUDA「YASUDA再動。編」CMソング
  - 選曲理由は「マニアックな曲で、是非聴いて欲しい」から[22]。
8. 電話キ
  - 初出：14thシングル「さいごのひ」（2011年1月26日）
  - 「シンタワールドが1番出ている曲」として選曲された[26]。
9. 8ミリメートル
  - 初出：4thアルバム『ナユタとフカシギ』（2009年11月4日）
  - ケータイドラマサイトDORAMO内ドラマ『8ミリメートル』主題歌
  - 選曲理由は「やりたいことが出来た曲」だったから[26]。
10. さいごのひ
  - 初出：14thシングル（2011年1月26日）
  - 選曲理由は「好きだから」[23]。
11. アカツキの詩 (album ver.)
  - 初出：3rdアルバム『夕風ブレンド』（2006年11月29日）
  - 9thシングル「アカツキの詩」のリアレンジバージョン。
12. クリスマスがやってくる
  - 初出：配信シングル（2018年12月5日）
  - AEON「AEON MORE CHRISTMAS」テーマソング[30]
  - 選曲理由は「あまり知られていないだろうから」「（スキマスイッチの楽曲としては珍しく季節感が強くでていることから）こんなのもあるよと伝えたいから」[26]。
13. スフィアの羽根
  - 初出：8thシングル「ガラナ」（2006年8月16日）
  - 朝日放送『2006 夏の高校野球』統一テーマソング
  - 選曲理由について常田は「ちょうどいいテンポ感で、聴いて欲しい楽曲」と語っている[26]。
14. SL9
  - 初出：4thアルバム『ナユタとフカシギ』（2009年11月4日）
  - 常田は「個人的なことを書いて卓弥がOKしてくれた思い出があること」「ライブで活躍してくれる曲であること」から選曲したと語っている[23]。
15. リアライズ
  - 初出：7thアルバム『新空間アルゴリズム』（2018年3月14日）
  - 選曲に際して常田は「15周年記念公演「SUKIMASWITCH 15th Anniversary Special at YOKOHAMA ARENA 〜Reversible〜」のアンコールの情景が印象深い」と語っている[22]。

### 初回限定盤・DELUXE盤共通

#### Blu-ray/Disc1「「スキマスイッチ “Live Full Course 2022” 〜 20年分のライブヒストリー 〜」（2022.12.22 日本武道館）」
- 2022年12月22日に日本武道館で開催された公演の模様を収録[1]。
- DELUXE盤のみ、スキマスイッチ本人による解説映像付き副音声を収録[1]。

1. view
2. 雫
3. いろは
4. Revival
5. この闇を照らす光のむこうに
  - Anly+スキマスイッチ=名義でリリースした楽曲のセルフカバー。
6. ア・スカイ・フル・オブ・スターズ
  - 大橋が声優として出演したイルミネーション・エンターテインメント映画『SING/シング: ネクストステージ』の劇中歌。
  - Coldplayの「A Sky Full of Stars」の和訳カバー。
7. 東京の空
  - 小田和正の楽曲のカバー。
  - 二人が敬愛する先輩の楽曲として披露[31]。
8. This Christmas
  - Donny Hathawayの楽曲のカバー。
  - 「クリスマスがやってくる」とのマッシュアップ[31]。
9. 素直
  - 槇原敬之の楽曲のカバー。
  - 常田が選曲[31]。
10. タガタメ
  - Mr.Childrenの楽曲のカバー。
  - 大橋が選曲[31]。
11. 星のうつわ
12. ゴールデンタイムラバー
13. 君の話
14. 奏（かなで）
15. ふれて未来を
16. up!!!!!!
17. OverDriver
18. SL9
19. 全力少年[32]
20. Ah Yeah!!(ENCORE)
21. ボクノート(ENCORE)

### DELUXE盤のみ

#### Blu-ray/Disc2「DELUXE FAN CLUB EVENT TOUR V.I.P. Vol.4」
- 2023年5月2日にZepp Hanedaで開催された公演の模様を収録[3]。
（当初は4月19日のZepp Nagoya公演が収録される予定であったが、サポートメンバーの石成正人の体調不良により、公演が延期となった[1][33]）

1. Hello Especially
2. 夏のコスモナウト
3. 螺旋
4. パラボラヴァ
5. 壊れかけのサイボーグ
6. 回想目盛
7. 僕の青い自転車
  - 常田がメインボーカルを務めた。
8. V.I.P. Medley 2023
  1. ガラナ
  2. キミドリ色の世界
  3. Ah Yeah!!
  4. フィクション
  5. ミスターカイト
  6. パラボラヴァ
  7. アイスクリーム シンドローム
  8. 晴ときどき曇
  9. 思い出クロール
  10. 病院にいく
  11. Revival
  12. up!!!!!!
  13. ゲノム
  14. ボクノート
  15. ラストシーン
  16. マリンスノウ
  17. 風がめくるページ
  18. ゴールデンタイムラバー
  19. アーセンの憂鬱
  20. スモーキンレイニーブルー
  21. ア・スカイ・フル・オブ・スターズ
    - Coldplayの「A Sky Full of Stars」の和訳カバー。

  22. SINK
  23. 全力少年
  24. トラベラーズ・ハイ
  25. 奏（かなで）
  26. SL9
  27. ふれて未来を
9. LINE
10. キレイだ
11. 吠えろ!
12. デラックスなテーマソング

## 演奏[34]
Disc 1 
- 大橋卓弥
  - Vocal
  - Chorus (#1-6.8-13.15)
  - Acoustic Guitar (#3.4.5.9.11.12)
  - Electric Guitar (#2)
- 常田真太郎
  - Piano (#1-6.8-12.14)
  - Wurlitzer (#7)
  - Organ (#11)
  - Rhodes (#13.15)
  - Strings Arrange & Orchestration (#14)
  - All Other Instruments (#2-9.11.12.13.15)
- 小倉博和：Acoustic Guitar (#1)
- 西川進：Electric Guitar (#1.2.5.12)
- 亀田誠治：Bass (#1)
- 河村“カースケ”智康：Drums (#1.7.12)
- 今野均ストリングス：Strings (#1)
- 豊田泰孝：Programming (#1)
- 山口寛雄：Bass (#2.4)
- 佐野康夫：Drums (#2.5)
- 石成正人
  - Electric Guitar (#3.7.9)
  - Acoustic Guitar (#7.14)
- 種子田健：Bass (#3.8.14)
- 村石雅行：Drums (#3.8.9.14)
- 松本智也：Percussion (#3.14)
- 弦一徹ストリングス：Strings (#3.4.6.7.8.9.12.13.14)
- 中野勇介：Trumpet (#3)
- 本間将人
  - Tenor Sax (#3.15)
  - Alto Sax (#9)
- 五十嵐誠：Trombone (#3)
- 山本タカシ：Electric Guitar (#4.11.13)
- 玉田豊夢：Drums (#4)
- 藤井謙二 (The Birthday)：Electric Guitar (#6.8)
- 三浦淳悟 (ペトロールズ)：Bass (#6)
- 吉田佳史 (TRICERATOPS)：Drums (#6.11.13)
- 沖山優司：Bass (#7)
- 紺野光広：Bass (#9.11.13)
- 吉澤達彦：Trumpet (#9.15)
- 田中充：Trumpet (#9.14.15)
- 鹿討奏：Trombone (#9.14.15)
- 美久月千晴：Bass (#12)
- 朝倉真司：Percussion (#12)
- 浦清英：Organ & Synthesizer (#14)
- 川上鉄平：Trumpet (#14)
- 半田信英：Trombone (#14)
- 村瀬和広：Alto Sax (#14)
- 大郷良知：Tenor Sax (#14)
- 藤田乙比古、谷あかね、熊井優、庄司知世：Horn (#14)
- 高桑英世、岩佐和弘：Flute (#14)
- 庄司さとし、篠崎隆：Oboe (#14)
- 高子由佳、大橋裕子：Clarinet (#14)
- 野崎めぐみ：C.Percussion (Timpani) (#14)
- 秋生智之：C.Percussion (Suspended Cymbal) (#14)
- 朝川朋之：Harp (#14)
- 佐橋佳幸：Acoustic Guitar & Resonator Guitar (#15)
- 山口周平：Electric Guitar (#15)
- 宮川純：Organ (#15)
- さかいゆう：Synth Bass (#15)
- 坂田学：Drums (#15)
- 高橋結子、若森さちこ：Percussion (#15)
- アニバースデー隊：Hand Claps & Background Vocals (#15)

Disc 2 
- 大橋卓弥
  - Vocal
  - Chorus (#2-8.11.13.14.15)
  - Acoustic Guitar (#1.2.5-9.11.15)
  - Blues Harp (#7)
- 常田真太郎
  - Piano (#1.2.4.5.6.7.9.10.13.14.15)
  - Wurlitzer (#8)
  - Organ (#8.12)
  - All Other Instruments (#2-7.9.10.11.14.15)
- 石崎光 (cafelon, NT connection)：Electric Guitar (#1)
- 金戸覚：Bass (#1.5)
- 吉田佳史 (TRICERATOPS)：Drums (#1.9)
- 弦一徹ストリングス：Strings (#1.3.15)
- ホエローズ (大橋卓弥、常田真太郎、高木康生、大塚裕子、上村潤、小澤咲、徳澤健人、森本知之)：Background Vocals (#1)
- 石成正人：Electric Guitar (#2.7.13)
- 亀田誠治：Bass (#2)
- 村石雅行：Drums (#2.6)
- 若森さちこ：Percussion (#2.11)
- 西村浩二
  - Trumpet (#2)
  - Flugel Horn (#11)
- 山本拓夫
  - Alto Sax (#2)
  - Tenor Sax (#13)
- 村田陽一：Trombone (#2.11.13)
- 佐橋佳幸：Acoustic Guitar, Mandolin (#3)
- 美久月千晴：Bass (#3.8)
- 山木秀夫：Drums (#3)
- 松本智也
  - Percussion (#3.7.13.15)
  - Timpani (#15)
- 設楽博臣：Acoustic Guitar, Electric Guitar (#4)
- 山口寛雄：Bass (#4)
- 河村“カースケ”智康：Drums (#4.15)
- 田中和将 (GRAPEVINE)：Electric Guitar (L) (#5)
- 西川弘剛 (GRAPEVINE)：Electric Guitar (R) (#5)
- 亀井亨 (GRAPEVINE)：Drums (#5)
- 高野勲：Synthesizer (#5)
- 山本タカシ
  - Acoustic Guitar (#6)
  - Electric Guitar (#9)
- 種子田健：Bass (#6)
- 小松秀行：Bass (#7)
- 佐野康夫：Drums (#7.13)
- 小倉博和：Electric Guitar (#8.15)
- 江口信夫：Drums (#8)
- 坂井“Lambsy”秀彰：Conga & Tambourine (#8)
- 紺野光広：Bass (#9)
- 桜井秀俊 (真心ブラザーズ)：Electric Guitar & 12 Strings Guitar (#11)
- 金森佳朗：Bass (#11)
- 矢野博康：Drums (#11)
- 奥田民生：Guitar, Bass, Drums, Percussion, Chorus (#12)
- 斎藤有太：Piano, Wurlitzer (#12)
- 沖山優司：Bass (#13.15)
- 菅坂雅彦：Trumpet (#13)
- 田中充：Trumpet (#13.15)
- 名越由貴夫：Electric Guitar (#14)
- 鹿島達也：Bass (#14)
- あらきゆうこ (mi-gu)：Drums (#14)
- Luis Valle：Trumpet (#15)
- 本間将人：Tenor Sax (#15)
- 鹿討奏：Trombone (#15)

Disc 3
- 大橋卓弥
  - Vocal
  - Chorus (#1-8.10-15)
  - Acoustic Guitar (#3-7.10.12.15)
  - Harmonica (#5)
- 常田真太郎
  - Piano (#1-7.9.10.11.13.14.15)
  - Wurlitzer, Organ (#12)
  - Chorus (#8)
  - All Other Instruments (#1-9.11-15)
  - Strings Arrangement (#5)
  - Horn Arrangement (#12)
- 西川進：Electric Guitar (#1.7)
- 山口寛雄：Bass (#1.15)
- 村石雅行：Drums (#1.2.6)
- 弦一徹ストリングス：Strings (#1.3.10.11.12.14.15)
- 石成正人：Electric Guitar (#2.3.4.6)
- 種子田健：Bass (#2.6.12.14)
- 松本智也：Percussion (#2.6.9.10)
- 西村浩二：Trumpet (#2.11)
- 菅坂雅彦：Trumpet (#2)
- 山本拓夫
  - Tenor Sax (#2)
  - Flute, Alto Flute (#11)
- 村田陽一：Trombone (#2.11)
- 小松秀行：Bass (#3)
- 佐野康夫：Drums (#3.5.7)
- 隅倉弘至：Bass (#4)
- 松永俊弥：Drums (#4.11)
- 渡辺等：Bass (#5)
- 岩戸有紀子：Violin (#5)
- 大沼幸江：Viola (#5)
- 住友紀人：Strings Arrangement (#5)
- 本間将人
  - Alto Sax (#6)
  - Tenor Sax, Horn Arrangement (#12)
- Tynice Hinton, Paula Johnson：Background Vocals (#6)
- 亀田誠治：Bass (#7)
- 佐橋佳幸
  - Acoustic Guitar (#9.13)
  - Electric Guitar (#13)
- 美久月千晴：Bass (#9.10)
- 鎌田清：Drums (#9)
- 長田進：Electric Guitar (#10)
- 山木秀夫：Drums (#10)
- 新井“ラーメン”健：Acoustic Guitar (#11)
- 沖山優司：Bass (#11)
- 三沢またろう：Percussion (#11.13)
- 高慶卓史：Electric Guitar (#12)
- 江口信夫：Drums (#12.15)
- 朝倉真司：Percussion (#12)
- 吉澤達彦、田中充：Trumpet (#12)
- 鹿討奏：Trombone (#12)
- 根岸孝旨：Bass (#13)
- あらきゆうこ：Drums (#13)
- 岩永知樹：Cello (#13)
- 藤井謙二 (The Birthday)：Electric Guitar (#14)
- 川西幸一 (UNICORN)：Drums (#14)
- 山本タカシ：Electric Guitar (#15)

特典DVDサポートメンバー
- 石成正人：Guitar, Chorus
- 種子田健：Bass
- 村石雅行：Drums
- 浦清英：Keyboards
- 松本智也：Percussion, Chorus
- 本間将人：Sax, Chorus
- 田中充：Trumpet, Chorus

## プロモーション

### キャンペーン
本作のリリースに伴い、様々なキャンペーンが展開された。
- 再録した「ボクノート」の、4K画質のスタジオライブ映像、没入感のある立体的な音場を実現する360 Reality Audioでミックスした音源を体験できるイベントを開催した。イベントではステレオ音源と360 Reality Audioの比較が体験できる他、レコーディング当日のドキュメントや本人コメントを見ることができた[35]。

| 開催日           | イベント名 | 会場             |
| ---------------- | --- | ---------------- |
| 2023年6月17,18日 | スキマスイッチ「ボクノート ～for 20th Anniversary with Orchestra～」 in 原宿 powered by 360 Reality Audio             | LIFORK原宿       |
| 2023年8月26,27日 | スキマスイッチ「ボクノート ～for 20th Anniversary with Orchestra～」 in ソニーストア大阪 powered by 360 Reality Audio | ソニーストア大阪 |

- 再録した「藍 ～僕たちの色彩～」に基づき、20周年企画として「それぞれの藍」特設サイトを開設。サイト上では、七夕の短冊に掛け、「藍 」から着想した7通りの書下ろしオリジナルストーリーを順次公開した。また、ファンから「「藍」を聞いて思い出したエピソード」を募集し、特設サイトやスキマスイッチのInstagram（Stories）で紹介するキャンペーンを開催した[6]。
- 購入する対象店舗に応じて先着で購入特典がプレゼントされた。

| 対象店舗 | 特典内容                                              |
| --- | ----------------------------------------------------- |
| Amazon.co.jp | 20周年ロゴ入りミニハンカチ（サイズ：15×15cm/絵柄1種） |
| 楽天ブックス | レコード型コースター（絵柄1種）                       |
| タワーレコード | 20周年ロゴカンバッチ（タワレコカラー）                |
| HMV | 20周年ロゴカンバッチ（HMVカラー）                     |
| TSUTAYA RECORDS                                                                                                   | 20周年ロゴ＆ジャケット絵柄入りステッカーシート        |
| UNIVERSAL MUSIC STORE                                                                                             | B2告知ポスター（うち20枚のみ直筆サイン入り）          |
| ほか一部のCDショップ                                                                                              | アナザージャケット （絵柄A）                          |
| 「スキマスイッチ「ボクノート ～for 20th Anniversary with Orchestra～」 in 原宿 powered by 360 Reality Audio」会場 | アナザージャケット （絵柄B）                          |

- 「祝20周年★CDショップが選ぶ!今こそ聴いて欲しいスキマの1曲はこれだ!」と題し、全国のCDショップにて、収録曲の中から各ショップがオススメする1曲をキャプションにて掲示する企画を開催した[43]。
- 全国のCDショップにてキャラバン展示を開催した。過去のライブ衣装や販促POP、スキマスイッチの年表などを展示した[43]。
- 開業10周年を迎えるグランフロント大阪内の「ウメキタフロア」とのダブルアニバーサリーコラボ企画として2023年8月11日から9月11日にかけて「SUKIMASWITCH 20th × UMEKITA FLOOR 10th ANNIVERSARY　POPMAN'S FLOOR」が開催された。フォトスポットが登場する他、各店舗にて楽曲コラボメニューが提供された[44]。

| 提供店舗                             | メニュー名                                      | コラボ楽曲               |
| ------------------------------------ | ----------------------------------------------- | ------------------------ |
| NORTH tRunk                          | スモーキなこの味 優味豚ソーセージの炭焼き       | スモーキンレイニーブルー |
| お好み焼 清十郎                      | view（ジュー）！豚玉お好み焼き                  | view                     |
| muse umekita winebar&grill           | 全力でしらすかけ放題！ペペロンチーノ            | 全力少年                 |
| MEAT LAB.8129                        | Mercury / Venus / Mars                          | 星のうつわ               |
| CHEESE KITCHEN RACLER                | 青春の1ページ                                   | 青春                     |
| 日本酒バル さわら                    | 3つのお酒が奏でる旋律 利酒セット                | 奏（かなで）             |
| La Cazuela-roja-                     | カマンベールとトマトが手を握る 幸せのアヒージョ | 双星プロローグ           |
| 楽韓堂                               | 思わず吠える！激辛チキン                        | 吠えろ！                 |
| BAK                                  | 苦渋を飲みに来ないか                            | 飲みに来ないか           |
| 麹と炭火焼鳥 発酵おでん 一献三菜     | 懐かしい思い出と発酵漬物の盛り合わせ            | 石コロDays               |
| おばんざいバー 博多漁家 しらすくじら | ミスタータコわさ                                | ミスターカイト           |
| MAMMA PARMA                          | ハッピーアニバースデー‼"PMW2"ピンサ             | アニバースデー           |
| 中華サワキチ                         | あけてうれしい！幸せの点心盛                    | あけたら                 |

### テレビ出演
| 番組名                                            | 日付           | 放送局             | 演奏曲                                             |
| ------------------------------------------------- | -------------- | ------------------ | -------------------------------------------------- |
| ハマスカ放送部                                    | 2023年6月19日  | テレビ朝日         | -                                                  |
| 人志松本の酒のツマミになる話                      | 2023年6月30日  | フジテレビ         | -                                                  |
| ミュージックフェア                                | 2023年7月1日   | フジテレビ         | 永遠の果てに                                       |
| ミュージックフェア                                | 2023年7月1日   | フジテレビ         | 全力少年                                           |
| ミュージックフェア                                | 2023年7月1日   | フジテレビ         | 藍 ～僕たちの色彩～                                |
| うたコン                                          | 2023年7月4日   | NHK総合            | 全力少年                                           |
| うたコン                                          | 2023年7月4日   | NHK総合            | 藍 ～僕たちの色彩～                                |
| Break Out                                         | 2023年7月5日   | テレビ朝日         | -                                                  |
| CDTVライブ!ライブ!                                | 2023年7月10日  | TBS                | 藍 ～僕たちの色彩～                                |
| DayDay.                                           | 2023年7月4日   | 日本テレビ         | 全力少年                                           |
| DayDay.                                           | 2023年7月4日   | 日本テレビ         | 藍 ～僕たちの色彩～                                |
| ヒルナンデス!                                     | 2023年7月4日   | 日本テレビ         | -                                                  |
| ピーチケパーチケ                                  | 2023年7月12日  | 関西テレビ         | -                                                  |
| すもももももも！ピーチCAFE                        | 2023年7月15日  | 読売テレビ         | -                                                  |
| スイッチ!                                         | 2023年7月24日  | 東海テレビ         | -                                                  |
| スーパーJチャンネル                               | 2023年7月25日  | ANN系列            | -                                                  |
| TALK ABOUT スキマスイッチ                         | 2023年7月27日  | スペースシャワーTV | -                                                  |
| ラヴィット!                                       | 2023年7月28日  | TBS                | 奏（かなで）                                       |
| ラヴィット!                                       | 2023年7月28日  | TBS                | 全力少年                                           |
| チャント!                                         | 2023年7月28日  | CBCテレビ          | -                                                  |
| バズリズム02                                      | 2023年7月28日  | 日本テレビ         | 藍 ～僕たちの色彩～                                |
| なりゆき街道旅                                    | 2023年8月6日   | フジテレビ         | -                                                  |
| 道との遭遇                                        | 2023年8月8日   | CBCテレビ          | -                                                  |
| CDTVライブ!ライブ!                                | 2023年8月14日  | TBS                | ボクノート ～for 20th Anniversary with Orchestra～ |
| キャッチ!                                         | 2023年8月17日  | 中京テレビ         | -                                                  |
| 朝だ!生です旅サラダ                               | 2023年8月19日  | テレビ朝日         | 全力少年                                           |
| ハマスカ放送部                                    | 2023年8月21日  | テレビ朝日         | -                                                  |
| よんチャンTV                                      | 2023年8月22日  | 毎日放送           | -                                                  |
| 霜降り明星のゴールデン☆80'S                       | 2023年8月22日  | BSフジ             | -                                                  |
| どですか!                                         | 2023年8月24日  | メ～テレ           | -                                                  |
| ミュージックステーション                          | 2023年8月25日  | テレビ朝日         | 藍 ～僕たちの色彩～                                |
| ミュージックステーション                          | 2023年8月25日  | テレビ朝日         | 全力少年                                           |
| Uta-Tube                                          | 2023年8月26日  | NHK総合            | -                                                  |
| KinKi Kidsのブンブブーン                          | 2023年9月2日   | フジテレビ         | -                                                  |
| あさイチ                                          | 2023年9月8日   | NHK総合            | 雫                                                 |
| あさイチ                                          | 2023年9月8日   | NHK総合            | 奏（かなで）                                       |
| 中居正広の金曜日のスマイルたちへ                  | 2023年9月8日   | TBS                | -                                                  |
| バナナサンド                                      | 2023年9月12日  | TBS                | 全力少年                                           |
| バナナサンド                                      | 2023年9月12日  | TBS                | ボクノート                                         |
| バナナサンド                                      | 2023年9月12日  | TBS                | Romanticが止まらない                               |
| ニンゲン観察バラエティ モニタリング               | 2023年10月19日 | TBS                | 君はロックを聴かない                               |
| ニンゲン観察バラエティ モニタリング               | 2023年10月19日 | TBS                | 全力少年                                           |
| ニンゲン観察バラエティ モニタリング               | 2023年10月19日 | TBS                | 粉雪                                               |
| ニンゲン観察バラエティ モニタリング               | 2023年10月19日 | TBS                | 奏（かなで）                                       |
| うたコン                                          | 2023年10月24日 | NHK総合            | 奏（かなで）                                       |
| The Covers                                        | 2023年11月19日 | NHK BS             | 名もなき詩                                         |
| The Covers                                        | 2023年11月19日 | NHK BS             | つつみ込むように…                                  |
| The Covers                                        | 2023年11月19日 | NHK BS             | 藍 ～僕たちの色彩～                                |
| 2023 FNS歌謡祭 第2夜                              | 2023年12月13日 | フジテレビ         | 全力少年                                           |
| 2023 FNS歌謡祭 第2夜                              | 2023年12月13日 | フジテレビ         | 藍                                                 |
| 2023 FNS歌謡祭 第2夜                              | 2023年12月13日 | フジテレビ         | 奏（かなで）                                       |
| 2023 FNS歌謡祭 第2夜                              | 2023年12月13日 | フジテレビ         | ボクノート                                         |
| アスリートの魔曲 ～あの勝利にはあの音楽があった～ | 2023年12月24日 | 東海テレビ         | -                                                  |
| 第14回明石家紅白!                                 | 2023年12月25日 | NHK総合            | 奏（かなで）                                       |
| ニュースLIVE! ゆう5時                             | 2024年2月7日   | NHK総合            | -                                                  |

- 演奏曲の太字は収録曲（バージョン違い含む）。

## ライブ映像作品
新録楽曲のみ記載。既出の楽曲については、初収録の作品ページを参照。
| 曲名           | 発売年 | 作品名                                              |
| -------------- | ------ | --------------------------------------------------- |
| アニバースデー | 2024年 | Augusta Camp 2023 〜SUKIMASWITCH 20th Anniversary〜 |